# Cylindera obliquefasciata
Cylindera obliquefasciata  (лат.) — вид жуков-жужелиц из подсемейства скакунов. Субаридный центрально-палеарктический вид.
Южная Сибирь от Алтая до Дальнего Востока. Западная и Средняя Азия, Монголия, Кашмир, Китай. Длина тела имаго около 1 см. В Бурятии номинативный подвид обитает на солончаках и солонцах, а также ильмовники мелко- и крупнокустарниковые, залежь полынная.